# Bohlweiher
Das Gebiet Bohlweiher ist ein vom Regierungspräsidium Südwürttemberg-Hohenzollern am 6. August 1971 durch Verordnung ausgewiesenes Naturschutzgebiet auf dem Gebiet der Gemeinde Schlier im baden-württembergischen Landkreis Ravensburg.

## Lage
Das Naturschutzgebiet Bohlweiher liegt etwa 500 m südwestlich von Schlier am Riedwiesengraben, einem kurzen Zufluss der Scherzach. Das Gebiet gehört zum Naturraum Westallgäuer Hügelland und ist Bestandteil des FFH-Gebiets Feuchtgebiete bei Waldburg und Kißlegg.

## Landschaftscharakter
Der Bohlweiher ist ein ehemaliger Weiher, der sich heute als Geländesenke mit Flachmoorwiesen, stellenweise mit Anklängen an Zwischenmoorgesellschaften, darstellt. Im mittleren Teil befinden sich drei größere Feuchtgebüsche und Feldhecken, ansonsten ist das Gebiet weitgehend gehölzfrei. Im Süden des Gebiets fließt der Riedwiesengraben, der zur Scherzach entwässert.